# Kameralamt Waiblingen
Das Kameralamt Waiblingen war eine Einrichtung des Königreichs Württemberg, die im Amtsbezirk Besitz und Einkommen des Staates verwaltete. Es bestand von 1806 bis 1922 in Waiblingen. Das Kameralamt wurde im Rahmen der Neuordnung der Staatsfinanzverwaltung im Königreich Württemberg geschaffen.

## Geschichte
Gemäß Verordnung vom 6. Juni 1819 wurde dem Kameralamt das Forstrevier Winnenden zugeteilt.
Laut Verfügung vom 26. September 1836 mussten von dem aufgelösten Kameralamt Beutelsbach die Orte Großheppach und Strümpfelbach und vom Kameralamt Schorndorf der Ort Ödernhardt mit Parzelle Plapphof, die Parzellen Spechtshof, Gemeinde Reichenbach, Drechselhof und Kieselhof, Gemeinde Rettersburg, übernommen werden. Abgetreten werden mussten an das Kameralamt Cannstatt der Ort Öffingen mit Parzelle Tennhof und an das Kameralamt Ludwigsburg der Ort Neckargröningen.